# Michael Rosen
Michael Wayne Rosen (Harrow, Middlesex, 7 mei 1946) is een Engelse kinderboekenschrijver, dichter, radiopresentator, politiek columnist, activist en academicus. Hij is hoogleraar jeugdliteratuur aan de afdeling Educatieve Studies van Goldsmiths, University of London. Hij heeft meer dan 200 boeken geschreven voor kinderen en volwassenen. Enkele bekende boeken zijn We're Going on a Bear Hunt (1989), in het Nederlands vertaald als: Wij gaan op berenjacht en Sad Book (2004), in het Nederlands vertaald als Verdriet. Voor beide boeken ontving Rosen in Nederland een Vlag en Wimpel. Van juni 2007 tot juni 2009 was hij de Britse Children's Laureate. In 2023 won hij de PEN Pinter Prize, toegekend door English PEN, voor zijn “onverschrokken” oeuvre.

## Jeugd en opleiding
Michael Wayne Rosen werd in 1946 geboren in een Joodse familie in Harrow, Middlesex. Zijn voorouders waren afkomstig uit het Joodse paalgebied, een gebied dat nu delen van Polen, Roemenië en Rusland omvat. Zijn familie had banden met The Workers Circle en de Joodse Arbeidersbond. Zijn tweede naam kreeg hij ter ere van Wayne C. Booth, een literatuurcriticus die tijdens de oorlog bij zijn vader verbleef aan de Amerikaanse Universiteit van Shrivenham.
Zijn vader, Harold Rosen (1919–2008), een onderwijsdeskundige, werd geboren in Massachusetts, maar groeide vanaf zijn tweede op in East End, Londen. Hij studeerde aan de Davenant Foundation School en Regent Street Polytechnic en werd uiteindelijk hoogleraar Engels aan het Institute of Education in Londen, waar hij veel publiceerde over het onderwijzen van Engels aan kinderen.
Zijn moeder, Connie Isakofsky (1920–1976), werkte als secretaresse bij de Daily Worker en werd later onderwijzeres en docent aan een lerarenopleiding. Ze ontmoette Harold in 1935, toen ze beiden lid waren van de Young Communist League. Samen namen ze deel aan de Slag om Cable Street. Ze vestigden zich als jong koppel in Pinner, Middlesex, en verlieten de Communistische Partij in 1957. Rosen zelf werd nooit lid, maar zijn jeugd werd sterk beïnvloed door de politieke activiteiten van zijn ouders.
Rond zijn elfde begon Rosen aan de Harrow Weald County Grammar School. Hij volgde onderwijs op verschillende scholen in Pinner en Harrow, waaronder de Watford Grammar School for Boys. In 1964 verbleef hij als uitwisselingsstudent aan Winchester College, een ervaring waar hij met plezier op terugkijkt. Zijn moeder werkte bij de BBC en moedigde hem aan om poëzie te schrijven voor een radioprogramma. Daarna volgde hij korte tijd een medische opleiding aan de Middlesex Hospital Medical School, die hij echter afbrak om Engelse literatuur te gaan studeren aan de Universiteit van Oxford. Na zijn afstuderen werkte hij tot 1972 bij de BBC. Sindsdien is hij freelance schrijver, omroeper, docent en performer.

## Carrière
Rosen studeerde in 1969 af aan Wadham College, Oxford, en begon als trainee bij de BBC. Daar werkte hij aan diverse educatieve programma’s zoals Walrus en was hij scriptschrijver voor Sam on Boffs’ Island. Hij vond het werk echter frustrerend omdat de ruimte voor creativiteit beperkt was. Hoewel hij bij zijn eerste sollicitatiegesprek bij de BBC geen geheim had gemaakt van zijn linkse opvattingen, werd hem in 1972 verzocht als freelancer verder te gaan. In de praktijk kwam dit neer op ontslag, ondanks dat meerdere afdelingen binnen de BBC hem graag wilden behouden. Net als China-deskundige en journaliste Isabel Hilton en verschillende anderen in die tijd, was Rosen gezakt voor de toen geldende veiligheidsscreening. Deze jarenlang bestaande praktijk kwam pas in 1985 aan het licht, en tegen de tijd dat Rosen inzage in zijn dossier vroeg, was het al vernietigd.
Zijn eerste dichtbundel voor kinderen, Mind Your Own Business, verscheen in 1974. Hij werd snel bekend om zijn humoristische kindergedichten, zoals in de bundels Wouldn't You Like to Know, You Tell Me en Quick Let’s Get Out of Here. Onderwijskundige Morag Styles noemt Rosen een van de belangrijkste hedendaagse kinderdichters, mede doordat hij de taal en ervaringen van kinderen direct gebruikt in zijn werk.
Met het boek Wij gaan op berenjacht, geïllustreerd door Helen Oxenbury, won hij in 1989 de Nestlé Smarties Book Prize. In 2014 werd het 25-jarig jubileum gevierd met een wereldrecord voor de grootste leesles ooit.
In 1993 behaalde hij een MA in Children's Literature aan de Universiteit van Reading, gevolgd door een PhD aan de University of North London.
Hij presenteert regelmatig op BBC Radio 4, waaronder het programma Word of Mouth, dat de Engelse taal en het gebruik ervan onderzoekt.
Na de dood van zijn zoon Eddie in 1999 schreef Rosen Sad Book (2004), geïllustreerd door Quentin Blake, en Carrying the Elephant. In 2004 volgde zijn autobiografie This Is Not My Nose over een jarenlange schildklieraandoening.
In 2008 richtte Rosen de Roald Dahl Funny Prize op om het gebrek aan humoristische boeken op de shortlists van andere prijzen te compenseren. De prijs hield na zes jaar op te bestaan. Tot de prijswinnaars behoorden onder meer boeken van Louise Rennison (2010), Philip Reeve (2012) en Holly Smale (2013).
In 2011 werkte hij samen met zijn vrouw, Emma-Louise Williams, aan de film Under the Cranes. Rosen schreef het oorspronkelijke script, een hoorspel getiteld Hackney Streets, dat Williams als basis gebruikte voor de regie van de film. De première vond plaats op 30 april 2011 in de Rio Cinema in Dalston, Londen, als onderdeel van het East End Film Festival.
Rosen doceerde jeugdliteratuur aan verschillende universiteiten, waaronder Birkbeck en London Metropolitan University. Sinds 2014 is hij hoogleraar aan Goldsmiths, University of London. Hij is tevens beschermheer van het Shakespeare Schools Festival, een liefdadigheidsorganisatie die schoolkinderen in het Verenigd Koninkrijk de kans biedt om Shakespeare op te voeren in professionele theaters. Hij was in 2006 te gast in het BBC-programma Desert Island Discs. In 2017 verscheen zijn autobiografie So They Call You Pisher!. In maart 2021 publiceerde hij Many Different Kinds of Love over zijn ervaringen met COVID-19, inclusief het gedicht These are the Hands, geschreven voor het 60-jarig bestaan van de NHS.

## Prijzen en onderscheidingen

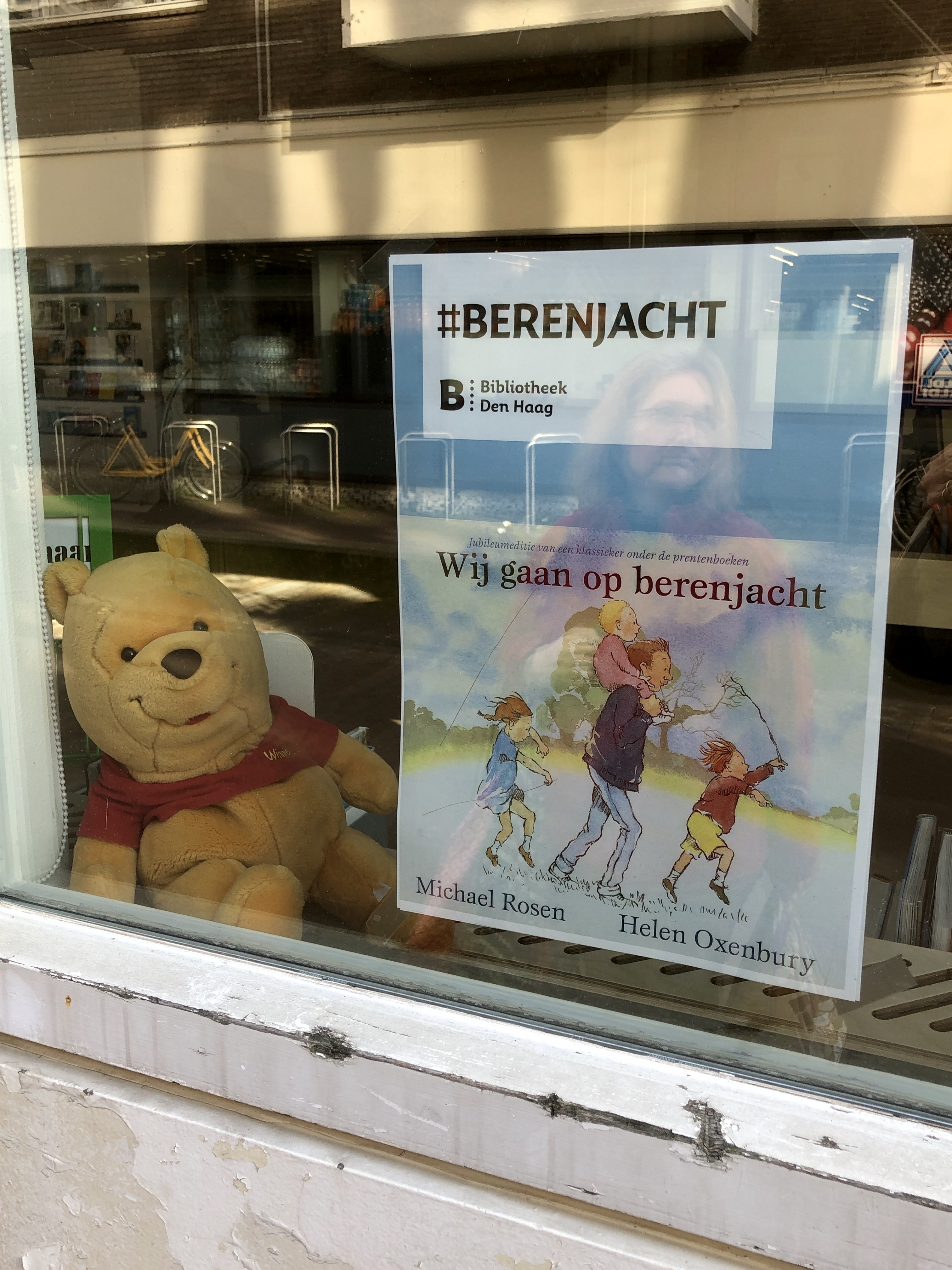
Tijdens de coronapandemie in Nederland werden teddyberen voor ramen geplaatst als onderdeel van een spel – de teddyberenjacht – bedoeld om kinderen (en volwassenen) te vermaken tijdens de lockdowns. Het spel was geïnspireerd door het kinderboek We're Going on a Bear Hunt uit 1989, geschreven door Michael Rosen en geïllustreerd door Helen Oxenbury.

Rosen werd in 2006 gekozen tot Fellow van de Royal Society of Literature. In juni 2007 werd hij benoemd tot de zesde Britse Children’s Laureate, als opvolger van Jacqueline Wilson, en bekleedde deze eer tot juni 2009, toen Anthony Browne hem opvolgde. Rosen nam afscheid van het laureaatschap met een artikel in The Guardian, waarin hij zei: "Soms, wanneer ik met kinderen zit en zij de ruimte krijgen om te praten en te schrijven over dingen, heb ik het gevoel dat ik bevoorrecht ben om het soort persoon te zijn dat gevraagd wordt om daar deel van uit te maken."
Hij ontving eredoctoraten van onder andere de universiteiten van Exeter, East London, Worcester, Nottingham Trent en UCL Institute of Education. In 2008 werd hij benoemd tot Chevalier de l'ordre des Arts et des Lettres tijdens een ceremonie in de residentie van de Franse ambassadeur in Londen. In 2010 kreeg hij de Fred en Anne Jarvis Award van de vakbond voor onderwijzers. In 2011 was hij gastdirecteur van het Brighton Festival. In 2021 ontving hij de J.M. Barrie Lifetime Achievement Award. In 2022 ontving hij een erelidmaatschap van het Royal College of Nursing. In 2023 won hij de PEN Pinter Prize. Tijdens de ceremonie op 11 oktober koos hij de Oeigoerse professor Rahile Dawut als “International Writer of Courage” met wie hij de prijs deelde.

## Persoonlijk leven
Rosen is drie keer getrouwd geweest en heeft vijf kinderen en twee stiefkinderen. Zijn zoon Eddie overleed op 18-jarige leeftijd aan meningokokkensepsis. Rosen woont in Noord-Londen met zijn derde vrouw, Emma-Louise Williams, met wie hij twee kinderen heeft.
Hij treedt regelmatig op met zijn poëzie op zijn YouTube-kanaal. Sommige van deze video’s zijn omgevormd tot parodieën, zogenaamde “YouTube poops”. Hij heeft meermaals gewaarschuwd dat veel hiervan niet geschikt zijn voor jonge kinderen. 
In maart 2020, tijdens de coronapandemie, verbleef hij enige tijd op de intensive care van een ziekenhuis met vermoedelijke COVID-19. In 2021 meldde hij dat hij last had van long COVID, waaronder slechtziendheid en slechthorendheid aan één zijde.